# Krzysztof Henryk Andrzej Geret
Krzysztof Henryk Andrzej Geret (ur. 27 stycznia 1686 w Roth, zm. 8 lub 9 lipca 1757 w Toruniu) – niemiecki duchowny luterański i bibliofil związany z Toruniem, ojciec Samuela.

## Życiorys
Jego rodzicami byli Jan Samuel i Katarzyna Maria z domu Husswedel. Początkowo uczył się w gimnazjum w Ansbach, później studiował teologię na Uniwersytecie w Jenie (wpis 2 maja 1704 roku). Od 1712 roku pełnił funkcję kapelana w wojsku saskim. W 1713 roku osiadł w Toruniu, zostając rok później kaznodzieją w języku niemieckim oraz nauczycielem tego języka w kościele Najświętszej Marii Panny, będącej wówczas świątynią ewangelicką. W 1723 roku objął po zmarłym Efraimie Praetoriusie funkcję seniora. Stanowisko to pełnił do 1757 roku.
Za życia cieszył się prestiżem wśród ewangelików toruńskich. Należał on do ortodoksyjnej grupy luteranów w Toruniu, opowiadał się za pełnym zjednoczeniem protestantów oraz wyrażał wrogie stanowisko wobec katolików. Przyczynił się do zwiększenia napięć religijnych w Toruniu, które w lipcu 1724 roku przerodziły się w zamieszki, znany jako tumult toruński. Na mocy dekretu sądu asesorskiego z 16 listopada 1724 roku pastorowie Geret i Efraim Oloff zostali skazani na banicję z Torunia za podsycanie napięć wyznaniowych w Toruniu. Przebywając w Królestwie Prus wielokrotnie interweniował u króla Fryderyka Wilhelma I w sprawie toruńskich ewangelików. Po jakimś czasie uzyskał glejt od Augusta II Mocnego, na mocy którego wrócił do Torunia. Po powrocie do miasta odrzucał propozycje objęcie stanowiska seniora duchowieństwa w Gdańsku lub w krajach niemieckich. W 1729 roku zakon bernardynów oskarżył go o bluźnierstwo i wrogie działanie przeciwko zakonowi. Bernardyni bezskutecznie usiłowali wnieść sprawę przeciwko Geretowi na sejmie w Grodnie w 1730 roku.
Uczestniczył w pracach nad budową w latach 1755–1756 kościoła ewangelickiego na Rynku Staromiejskim, który miał zastąpić utracony na rzecz katolików kościół Najświętszej Marii Panny. Wielokrotnie udawał się do Berlina, szukając wsparcia i środków finansowanych na budowę świątyni. Działalność Gereta spotkała się z krytyką ze strony jezuitów, którzy pozwali pastora przed sądy zadworne. 18 lipca 1756 roku w nowym kościele wygłosił okolicznościowe kazanie.
Wydał publikacje: Gebet für diejenigen, welche zum erstenmal zum heiligen Abendmahl gehen (1742), Kiderlehre nach dem kleinen Katechismus Lutheri (1743). Jest również autorem okolicznościowych panegiryków. Jeden z nich, Concordia Sacerdotii et Imperii foeundissima felicitates mater..., został opublikowany w listopadzie 1724 roku. Tekst powstał z okazji ślubu rajcy Jakuba Meissnera z wdową po seniorze Praetoriusie. Przedstawione przez Gereta poglądy na temat stanów duchownych protestanckich spotkała się z krytyką ze strony jezuitów. Z powodu rzekomych ataków na katolicyzm publikacja ta została ocenzurowana, a druk spalono 9 grudnia 1724 roku.
Na początku XVIII wieku założył bibliotekę, która z czasem stała się najzasobniejszą bibliotekę prywatną, jaka znajdowała się w Toruniu w czasach Polski przedrozbiorowej. W skład biblioteki wchodził m.in. liczący ok. 500 woluminów księgozbiór toruńskiego pastora Ephraima Praetoriusa, który swój zbiór przepisał w spadku Geretowi. Po jego śmierci część księgozbioru przejął jego syn Samuel Luther, który część tytułów sprzedał podczas trzech licytacji w latach 1764, 1765 i 1768. Część książek trafiła różnymi drogami do zbiorów Czartoryskich, inne bezpośrednio otrzymała Biblioteka Załuskich oraz Gimnazjum Akademickie. Zbiór przekazany do Gimnazjum Akademickiego trafił później do Książnicy Miejskiej. Geret miał własny ekslibris heraldyczny.
W 1718 roku ożenił się z Elżbietą Schloss, krewną burmistrza Andrzeja Schultza. Dzięki temu związkowi wszedł w bliskie relacje z patrycjatem toruńskim. Para miała trzech synów i siedem córek. Syn Samuel Luter był profesorem w Gimnazjum Akademickim, wydawcą gazety, rajcą i burmistrzem Torunia. Córki Gereta wyszły za mąż za przedstawicieli elit toruńskich, m.in. za rektorów Jerzego Wilhelma Oedera i Jana Albina Kriesa, dr med. Jana Tomasza Soemmerringa (ojca anatoma Samuela), burmistrza Nataniela Praetoriusa. Rodzina mieszkała w kamienicy narożnej przy Rynku Staromiejskim 17.